# 2000–2001-es UEFA-bajnokok ligája (selejtezők)
A 2000–2001-es UEFA-bajnokok ligája selejtezőit három fordulóban bonyolították le 2000. július 12. és augusztus 23. között. A selejtezőben 56 csapat vett részt.

## 1. selejtezőkör
Az 1. selejtezőkör párosításainak győztesei a 2. selejtezőkörbe jutottak, a vesztesek kiestek.
Az időpontok közép-európai idő/közép-európai nyári idő szerint értendők.

### Párosítások
| 1. csapat               | Össz.Tooltip Aggregate score | 2. csapat       | 1. mérk. | 2. mérk.   |
| ----------------------- | ---------------------------- | --------------- | -------- | ---------- |
| Birkirkara              | 2–6                          | KR Reykjavík    | 1–2      | 1–4        |
| F91 Dudelange           | 0–6                          | Levszki Szofija | 0–4      | 0–2        |
| Haka                    | 2–2 (i.g.)                   | Linfield        | 1–0      | 1–2        |
| KÍ Klaksvík             | 0–5                          | Crvena zvezda   | 0–3      | 0–2        |
| Total Network Solutions | 2–6                          | Levadia         | 2–2      | 0–4        |
| Sirak                   | 2–3                          | BATE Bariszav   | 1–1      | 1–2        |
| Skonto                  | 3–5                          | Şəmkir FK       | 2–1      | 1–4 (h.u.) |
| Sloga Jugomagnat        | 1–2                          | Shelbourne      | 0–1      | 1–1        |
| KF Tirana               | 4–6                          | Zimbru Chișinău | 2–3      | 2–3        |
| FBK Kaunas              | 4–3                          | NK Brotnjo      | 4–0      | 0–3        |

### 1. mérkőzések
| 2000. július 12. 15:00 |

| Sirak         | 1–1               | BATE Bariszav |
| ------------- | ----------------- | ------------- |
| Tahmazyan 30' | (1–1) Jegyzőkönyv | Kutuzov 24'   |

| Gjumri Városi Stadion, Gjumri Nézőszám: 1500 Játékvezető: Michal Beneš (cseh) |

| 2000. július 12. 17:00 |

| Skonto                          | 2–1               | Şəmkir FK   |
| ------------------------------- | ----------------- | ----------- |
| Koļesņičenko 57' 90' (11-esből) | (0–0) Jegyzőkönyv | Kutuzov 82' |

| Skonto stadion, Riga Nézőszám: 3200 Játékvezető: Dougie McDonald (skót) |

| 2000. július 12. 17:30 |

| KF Tirana            | 2–3               | Zimbru Chișinău         |
| -------------------- | ----------------- | ----------------------- |
| Dede 14' Fortuzi 16' | (2–2) Jegyzőkönyv | Berco 28' 50' Boreț 45' |

| Qemal Stafa Stadium, Tirana Nézőszám: 4200 Játékvezető: Philippe Leuba (svájci) |

| 2000. július 12. 18:30 |

| FBK Kaunas                                 | 4–0               | NK Brotnjo |
| ------------------------------------------ | ----------------- | ---------- |
| Kšanavičius 11' 36' Žuta 17' Poutkalis 85' | (3–0) Jegyzőkönyv |            |

| Darius and Girėnas Stadium, Kaunas Nézőszám: 950 Játékvezető: Jack van Hulten (holland) |

| 2000. július 12. 19:00 |

| Haka       | 1–0               | Linfield |
| ---------- | ----------------- | -------- |
| Wilson 56' | (0–0) Jegyzőkönyv |          |

| Tehtaan kenttä, Valkeakoski Nézőszám: 1799 Játékvezető: Nikolai Ivanov |

| 2000. július 12. 19:00 |

| KÍ Klaksvík | 0–3               | Crvena zvezda                          |
| ----------- | ----------------- | -------------------------------------- |
|             | (0–1) Jegyzőkönyv | Drulić 44' Stevanović 68' Mirković 90' |

| Svangaskarð, Toftir Nézőszám: 950 Játékvezető: Kjell Alseth (norvég) |

| 2000. július 12. 19:30 |

| Birkirkara | 1–2               | KR Reykjavík                 |
| ---------- | ----------------- | ---------------------------- |
| Nwoko 45'  | (1–0) Jegyzőkönyv | Sigþórsson 47' Júlíusson 72' |

| Nemzeti Stadion, Ta’ Qali Nézőszám: 848 Játékvezető: Georgios Douros (görög) |

| 2000. július 12. 20:00 |

| Sloga Jugomagnat | 0–1               | Shelbourne |
| ---------------- | ----------------- | ---------- |
|                  | (0–0) Jegyzőkönyv | Baker 85'  |

| Philip II Arena, Skopje Nézőszám: 6000 Játékvezető: Wolfgang Sowa (osztrák) |

| 2000. július 12. 20:30 |

| F91 Dudelange | 0–4               | Levszki Szofija                                         |
| ------------- | ----------------- | ------------------------------------------------------- |
|               | (0–2) Jegyzőkönyv | Ivanov 11' 87' Ivankov 16' (11-esből) Tsykhmeystruk 68' |

| Stade Jos Nosbaum, Dudelange Nézőszám: 1121 Játékvezető: Herbert Fandel (német) |

| 2000. július 12. 20:30 |

| Total Network Solutions | 2–2               | Levadia                     |
| ----------------------- | ----------------- | --------------------------- |
| Wright 62' Toner 89'    | (0–0) Jegyzőkönyv | Bragin 50' Krasnopjorov 88' |

| Racecourse Ground, Wrexham Nézőszám: 1432 Játékvezető: Joseph Attard (máltai) |

### 2. mérkőzések
| 2000. július 19. 15:30 |

| Şəmkir FK                              | 4–1 (h. u.)                 | Skonto         |
| -------------------------------------- | --------------------------- | -------------- |
| Kvaratskhelia 3' 90' 100' Kulikov 110' | (1–1, 2–1, 3–1) Jegyzőkönyv | Samusiovas 31' |

| Tofiq Bahramov Stadium, Baku Nézőszám: 10 500 Játékvezető: Miroslaw Ryszka (lengyel) |

| 2000. július 19. 17:00 |

| Levadia                                              | 4–0               | Total Network Solutions |
| ---------------------------------------------------- | ----------------- | ----------------------- |
| Krõm 49' Fenin 58' Tselnokov 60' Edwards 64' (öngól) | (0–0) Jegyzőkönyv |                         |

| Kadriorg Stadium, Tallinn Nézőszám: 2000 Játékvezető: Jørn West Larsen (dán) |

| 2000. július 19. 17:00 |

| Zimbru Chișinău        | 3–2               | KF Tirana                |
| ---------------------- | ----------------- | ------------------------ |
| Oprea 9' 34' Boreț 85' | (2–2) Jegyzőkönyv | Dabulla 11' Kenessei 26' |

| Stadionul Moldova, Chișinău Nézőszám: 3000 Játékvezető: Yiannakis Kyprianides (ciprusi) |

| 2000. július 19. 17:30 |

| BATE Bariszav               | 2–1               | Sirak         |
| --------------------------- | ----------------- | ------------- |
| Rahozhkin 17' Lashankow 58' | (1–0) Jegyzőkönyv | Tahmazyan 74' |

| Haradski Stadium, Barysaw Nézőszám: 2138 Játékvezető: Ante Kulusic (horvát) |

| 2000. július 19. 17:30 |

| NK Brotnjo                | 3–0               | FBK Kaunas |
| ------------------------- | ----------------- | ---------- |
| Katić 32' 40' Juričić 37' | (3–0) Jegyzőkönyv |            |

| Bare Stadium, Čitluk Nézőszám: 4325 Játékvezető: Jozef Kacenga (szlovák) |

| 2000. július 19. 20:00 |

| Levszki Szofija           | 2–0               | F91 Dudelange |
| ------------------------- | ----------------- | ------------- |
| Ivanov 35' 52' (11-esből) | (1–0) Jegyzőkönyv |               |

| Georgi Asparuhov Stadium, Sofia Nézőszám: 5284 Játékvezető: Paul Allaerts (belga) |

| 2000. július 19. 20:00 |

| Crvena zvezda                      | 2–0               | KÍ Klaksvík |
| ---------------------------------- | ----------------- | ----------- |
| Bošković 10' (11-esből) Drulić 17' | (2–0) Jegyzőkönyv |             |

| Red Star Stadium, Belgrád Nézőszám: 8000 Játékvezető: Szabó Zsolt (magyar) |

| 2000. július 19. 20:45 |

| Linfield                    | 2–1               | Haka                  |
| --------------------------- | ----------------- | --------------------- |
| Ferguson 22' (11-esből) 72' | (1–0) Jegyzőkönyv | Kovács 85' (11-esből) |

| Windsor Park, Belfast Nézőszám: 3587 Játékvezető: Egill Mar Markusson (izlandi) |

| 2000. július 19. 20:45 |

| Shelbourne  | 1–1               | Sloga Jugomagnat |
| ----------- | ----------------- | ---------------- |
| Haylock 67' | (0–0) Jegyzőkönyv | Nuhiji 81'       |

| Tolka Park, Dublin Nézőszám: 6511 Játékvezető: Bruno Derrien (francia) |

| 2000. július 19. 22:00 |

| KR Reykjavík                                   | 4–1               | Birkirkara  |
| ---------------------------------------------- | ----------------- | ----------- |
| Winnie 16' Benediktsson 45' Sigþórsson 58' 63' | (2–0) Jegyzőkönyv | Spiteri 52' |

| KR-völlur, Reykjavík Nézőszám: 1844 Játékvezető: Simon Jones (walesi) |

## 2. selejtezőkör
A 2. selejtezőkör párosításainak győztesei a 3. selejtezőkörbe jutottak, a vesztesek kiestek.

### Párosítások
| 1. csapat        | Össz.Tooltip Aggregate score | 2. csapat        | 1. mérk. | 2. mérk.   |
| ---------------- | ---------------------------- | ---------------- | -------- | ---------- |
| Anderlecht       | 4–2                          | Anórthoszisz     | 4–2      | 0–0        |
| Beşiktaş JK      | 2–1                          | Levszki Szofija  | 1–0      | 1–1        |
| Brøndby IF       | 3–1                          | KR Reykjavík     | 3–1      | 0–0        |
| Dinamo București | 4–7                          | Polonia Warszawa | 3–4      | 1–3        |
| Rangers          | 4–1                          | FBK Kaunas       | 4–1      | 0–0        |
| Haka             | 0–1                          | Inter Bratislava | 0–0      | 0–1 (h.u.) |
| Helsingborgs IF  | 3–0                          | BATE Bariszav    | 0–0      | 3–0        |
| Crvena zvezda    | 4–2                          | Torpedo Kutaiszi | 4–0      | 0–2        |
| Sahtar Doneck    | 9–2                          | Levadia          | 4–1      | 5–1        |
| SK Slavia Praha  | 5–1                          | Şəmkir FK        | 1–0      | 4–1        |
| Shelbourne       | 2–4                          | Rosenborg        | 1–3      | 1–1        |
| Sturm Graz       | 5–1                          | Hapóél Tel-Aviv  | 3–0      | 2–1        |
| Zimbru Chișinău  | 2–1                          | NK Maribor       | 2–0      | 0–1        |
| Hajduk Split     | 2–4                          | Dunaferr         | 0–2      | 2–2        |

### 1. mérkőzések
| 2000. július 26. 17:00 |

| Sahtar Doneck                  | 4–1               | Levadia     |
| ------------------------------ | ----------------- | ----------- |
| Atellkin 4' 16' 57' Byelik 71' | (2–0) Jegyzőkönyv | Rõtškov 80' |

| Shakhtar Stadium, Donetsk Nézőszám: 30 000 Játékvezető: Milan Mitrović (szlovén) |

| 2000. július 26. 17:00 |

| Zimbru Chișinău                   | 2–0               | NK Maribor |
| --------------------------------- | ----------------- | ---------- |
| Kulik 48' (11-esből) Epureanu 66' | (0–0) Jegyzőkönyv |            |

| Stadionul Moldova, Chișinău Nézőszám: 3000 Játékvezető: Alan Snoddy (északír) |

| 2000. július 26. 18:00 |

| Slavia Praha | 1–0               | Şəmkir FK |
| ------------ | ----------------- | --------- |
| Zelenka 38'  | (1–0) Jegyzőkönyv |           |

| Stadion Evžena Rošického, Prága Nézőszám: 2819 Játékvezető: Emil Bozinovski (macedón) |

| 2000. július 26. 18:00 |

| Haka | 0–0         | Inter Bratislava |
| ---- | ----------- | ---------------- |
|      | Jegyzőkönyv |                  |

| Tehtaan kenttä, Valkeakoski Nézőszám: 1785 Játékvezető: Laurent Duhamel (francia) |

| 2000. július 26. 18:30 |

| Brøndby IF                        | 3–1               | KR Reykjavík   |
| --------------------------------- | ----------------- | -------------- |
| Bagger 14' Lindrup 50' Madsen 84' | (1–1) Jegyzőkönyv | Daníelsson 18' |

| Brøndby Stadium, Brøndby Nézőszám: 8567 Játékvezető: John McDermott (ír) |

| 2000. július 26. 19:00 |

| Helsingborgs IF | 0–0         | BATE Bariszav |
| --------------- | ----------- | ------------- |
|                 | Jegyzőkönyv |               |

| Olympia, Helsingborg Nézőszám: 4417 Játékvezető: Igor Ishchenko (ukrán) |

| 2000. július 26. 19:00 |

| Beşiktaş JK | 1–0               | Levszki Szofija |
| ----------- | ----------------- | --------------- |
| Nouma 81'   | (0–0) Jegyzőkönyv |                 |

| BJK İnönü Stadium, Isztambul Nézőszám: 20 800 Játékvezető: Fiorenzo Treossi (olasz) |

| 2000. július 26. 20:00 |

| Dinamo București                 | 3–4               | Polonia Warszawa                                  |
| -------------------------------- | ----------------- | ------------------------------------------------- |
| Lupu 7' Mihalcea 45' Niculae 63' | (2–2) Jegyzőkönyv | Wieszczycki 23' 58' Olisadebe 35' Golaszewski 88' |

| Stadionul Național, Bukarest Nézőszám: 18 500 Játékvezető: José Victor Esquinas Torres (spanyol) |

| 2000. július 26. 20:00 |

| Anderlecht                     | 4–2               | Anórthoszisz                  |
| ------------------------------ | ----------------- | ----------------------------- |
| Baseggio 4' Koller 15' 28' 59' | (3–1) Jegyzőkönyv | Pavlovic 10' Papavasiliou 90' |

| Constant Vanden Stock Stadium, Brüsszel Nézőszám: 21 746 Játékvezető: Knud Stadsgaard (dán) |

| 2000. július 26. 20:00 |

| Crvena zvezda                            | 4–0               | Torpedo Kutaiszi |
| ---------------------------------------- | ----------------- | ---------------- |
| Drulić 24' 90' Bošković 37' Pjanović 39' | (3–0) Jegyzőkönyv |                  |

| Red Star Stadium, Belgrád Nézőszám: 14 636 Játékvezető: Dietmar Drabek (osztrák) |

| 2000. július 26. 20:15 |

| Hajduk Split | 0–2               | Dunaferr            |
| ------------ | ----------------- | ------------------- |
|              | (0–0) Jegyzőkönyv | Tököli 57' Éger 90' |

| Stadion Poljud, Split Nézőszám: 16 000 Játékvezető: Cosimo Bolognino (olasz) |

| 2000. július 26. 20:30 |

| Sturm Graz                              | 3–0               | Hapóél Tel-Aviv |
| --------------------------------------- | ----------------- | --------------- |
| Vastić 14' Reinmayr 74' Neukirchner 90' | (1–0) Jegyzőkönyv |                 |

| Stadion Graz-Liebenau, Graz Nézőszám: 10 298 Játékvezető: Metin Tokat (török) |

| 2000. július 26. 20:45 |

| Rangers                                  | 4–1               | FBK Kaunas |
| ---------------------------------------- | ----------------- | ---------- |
| Johnston 15' Albertz 62' Dodds 90' 90+4' | (1–1) Jegyzőkönyv | Zuta 27'   |

| Ibrox Stadium, Glasgow Nézőszám: 46 500 Játékvezető: Emanuel Zammit (máltai) |

| 2000. július 26. 21:00 |

| Shelbourne | 1–3               | Rosenborg                       |
| ---------- | ----------------- | ------------------------------- |
| Foran 61'  | (0–2) Jegyzőkönyv | Berg 2' Winsnes 14' Belsvik 90' |

| Tolka Park, Dublin Nézőszám: 8642 Játékvezető: Ivan Dobrinov (bolgár) |

### 2. mérkőzések
| 2000. augusztus 2. 15:30 |

| Şəmkir FK          | 1–4               | Slavia Praha                               |
| ------------------ | ----------------- | ------------------------------------------ |
| Kvaratsckhelia 49' | (0–1) Jegyzőkönyv | Dostálek 38' T. Došek 57' 60' Švancara 69' |

| Tofiq Bahramov Stadium, Baku Nézőszám: 12 000 Játékvezető: Roy Helge Olsen (norvég) |

| 2000. augusztus 2. 16:30 |

| FBK Kaunas | 0–0         | Rangers |
| ---------- | ----------- | ------- |
|            | Jegyzőkönyv |         |

| Darius and Girėnas Stadium, Kaunas Nézőszám: 4000 Játékvezető: Frank De Bleeckere (belga) |

| 2000. augusztus 2. 17:00 |

| Torpedo Kutaiszi            | 2–0               | Crvena zvezda |
| --------------------------- | ----------------- | ------------- |
| Imedadze 41' Janashia 90+2' | (1–0) Jegyzőkönyv |               |

| Givi Kiladze Stadium, Kutaisi Nézőszám: 3200 Játékvezető: Uriah Rennie (angol) |

| 2000. augusztus 2. 17:00 |

| Levadia    | 1–5               | Sahtar Doneck                                 |
| ---------- | ----------------- | --------------------------------------------- |
| Bragin 48' | (0–2) Jegyzőkönyv | Vorobey 26' 31' 79' Atelkin 90+1' Zubov 90+3' |

| Kadriorg Stadium, Tallinn Nézőszám: 1500 Játékvezető: Martin Ingvarsson (svéd) |

| 2000. augusztus 2. 19:00 |

| Hapóél Tel-Aviv | 1–2               | Sturm Graz             |
| --------------- | ----------------- | ---------------------- |
| Balili 80'      | (0–0) Jegyzőkönyv | Korsós 71' Kocijan 85' |

| Bloomfield Stadium, Tel Aviv Nézőszám: 5000 Játékvezető: Sorin Carpodean (román) |

| 2000. augusztus 2. 19:00 |

| BATE Bariszav | 0–3               | Helsingborgs IF                           |
| ------------- | ----------------- | ----------------------------------------- |
|               | (0–2) Jegyzőkönyv | Álvaro 11' C. Andersson 24' Wahlstedt 85' |

| Dinamo Stadium, Minsk Nézőszám: 7540 Játékvezető: Meir Levi (izraeli) |

| 2000. augusztus 2. 19:30 |

| Anórthoszisz | 0–0         | Anderlecht |
| ------------ | ----------- | ---------- |
|              | Jegyzőkönyv |            |

| GSP Stadium, Nicosia Nézőszám: 5652 Játékvezető: Hermann Albrecht (német) |

| 2000. augusztus 2. 20:00 |

| Polonia Warszawa                  | 3–1               | Dinamo București |
| --------------------------------- | ----------------- | ---------------- |
| Olisadebe 59' 61' Gołaszewski 65' | (0–1) Jegyzőkönyv | Tameș 43'        |

| Kazimierz Górski Stadium, Plock Nézőszám: 3560 Játékvezető: Jorge Monteiro Coroado (portugál) |

| 2000. augusztus 2. 20:00 |

| Inter Bratislava | 1–0 (h. u.)                 | Haka |
| ---------------- | --------------------------- | ---- |
| Németh 108'      | (0–0, 0–0, 0–0) Jegyzőkönyv |      |

| Štadión Pasienky, Pozsony Nézőszám: 2570 Játékvezető: Helmut Fleischer (német) |

| 2000. augusztus 2. 20:15 |

| Levszki Szofija | 1–1               | Beşiktaş JK |
| --------------- | ----------------- | ----------- |
| Markov 64'      | (0–1) Jegyzőkönyv | Tayfur 35'  |

| Georgi Asparuhov Stadium, Szófia Nézőszám: 20 865 Játékvezető: Martin Hansson (svéd) |

| 2000. augusztus 2. 20:15 |

| NK Maribor | 1–0               | Zimbru Chișinău |
| ---------- | ----------------- | --------------- |
| Čeh 3'     | (1–0) Jegyzőkönyv |                 |

| Ljudski vrt, Maribor Nézőszám: 6000 Játékvezető: Mikko Vuorela (finn) |

| 2000. augusztus 2. 20:30 |

| KR Reykjavík | 0–0         | Brøndby IF |
| ------------ | ----------- | ---------- |
|              | Jegyzőkönyv |            |

| Laugardalsvöllur, Reykjavík Nézőszám: 3077 Játékvezető: Dejan Delević |

| 2000. augusztus 2. 20:45 |

| Dunaferr                 | 2–2               | Hajduk Split |
| ------------------------ | ----------------- | ------------ |
| Zavadszky 20' Tököli 87' | (1–2) Jegyzőkönyv | Bilić 9' 28' |

| Rába ETO Stadion, Győr Nézőszám: 10 750 Játékvezető: Dermot Gallagher (angol) |

| 2000. augusztus 2. 20:45 |

| Rosenborg | 1–1               | Shelbourne |
| --------- | ----------------- | ---------- |
| Berg 80'  | (0–0) Jegyzőkönyv | Foran 64'  |

| Lerkendal Stadium, Trondheim Nézőszám: 5470 Játékvezető: Massimo Busacca (svájci) |

## 3. selejtezőkör
A 3. selejtezőkör párosításainak győztesei a csoportkörbe jutottak, a vesztesek az UEFA-kupa első fordulójába kerültek.

### Párosítások
| 1. csapat        | Össz.Tooltip Aggregate score | 2. csapat          | 1. mérk. | 2. mérk.   |
| ---------------- | ---------------------------- | ------------------ | -------- | ---------- |
| Tirol Innsbruck  | 1–4                          | Valencia CF        | 0–0      | 1–4        |
| Zimbru Chișinău  | 0–2                          | Sparta Praha       | 0–1      | 0–1        |
| Brøndby IF       | 0–2                          | Hamburger SV       | 0–2      | 0–0        |
| Helsingborgs IF  | 1–0                          | Internazionale     | 1–0      | 0–0        |
| Beşiktaş JK      | 6–1                          | Lokomotyiv Moszkva | 3–0      | 3–1        |
| Inter Bratislava | 2–4                          | Olympique Lyonnais | 1–2      | 1–2        |
| Anderlecht       | 1–0                          | FC Porto           | 1–0      | 0–0        |
| Herfølge         | 0–6                          | Rangers            | 0–3      | 0–3        |
| Dinamo Kijiv     | 1–1 (i.g.)                   | Crvena zvezda      | 0–0      | 1–1        |
| Polonia Warszawa | 3–4                          | Panathinaikósz     | 2–2      | 1–2        |
| Leeds United     | 3–1                          | 1860 München       | 2–1      | 1–0        |
| Sturm Graz       | 3–2                          | Feyenoord          | 2–1      | 1–1        |
| Dunaferr         | 3–4                          | Rosenborg          | 2–2      | 1–2        |
| FC St. Gallen    | 3–4                          | Galatasaray SK     | 1–2      | 2–2        |
| AC Milan         | 6–1                          | Dinamo Zagreb      | 3–1      | 3–0        |
| Sahtar Doneck    | 2–1                          | Slavia Praha       | 0–1      | 2–0 (h.u.) |

### 1. mérkőzések
| 2000. augusztus 7. 18:00 |

| Inter Bratislava | 1–2               | Olympique Lyonnais        |
| ---------------- | ----------------- | ------------------------- |
| Németh 75'       | (0–0) Jegyzőkönyv | Anderson 50' Delmotte 90' |

| Štadión Pasienky, Pozsony Nézőszám: 3540 Játékvezető: Tomasz Mikulski (lengyel) |

| 2000. augusztus 8. 16:30 |

| Zimbru Chișinău | 0–1               | Sparta Praha |
| --------------- | ----------------- | ------------ |
|                 | (0–0) Jegyzőkönyv | Obajdin 61'  |

| Stadionul Moldova, Chișinău Nézőszám: 3300 Játékvezető: Jacek Granat (lengyel) |

| 2000. augusztus 8. 19:00 |

| Brøndby IF | 0–2               | Hamburger SV                |
| ---------- | ----------------- | --------------------------- |
|            | (0–0) Jegyzőkönyv | Barbarez 83' Mahdavikia 85' |

| Brøndby Stadium, Brøndby Nézőszám: 11 682 Játékvezető: Thomas McCurry (skót) |

| 2000. augusztus 8. 20:30 |

| Sturm Graz                           | 2–1               | Feyenoord  |
| ------------------------------------ | ----------------- | ---------- |
| Schopp 23' (11-esből) 90' (11-esből) | (1–1) Jegyzőkönyv | Korneev 7' |

| Stadion Graz-Liebenau, Graz Nézőszám: 15 100 Játékvezető: Terje Hauge (norvég) |

| 2000. augusztus 8. 20:45 |

| Beşiktaş JK                            | 3–0               | Lokomotyiv Moszkva |
| -------------------------------------- | ----------------- | ------------------ |
| Nihat Kahveci 83' Nouma 80' Karhan 90' | (0–0) Jegyzőkönyv |                    |

| BJK İnönü Stadium, Isztambul Nézőszám: 14 000 Játékvezető: Alfredo Trentalange (olasz) |

| 2000. augusztus 9. 18:00 |

| Dinamo Kijiv | 0–0         | Crvena zvezda |
| ------------ | ----------- | ------------- |
|              | Jegyzőkönyv |               |

| Valerij Lobanovszkij Stadion, Kijev Nézőszám: 17 000 Játékvezető: Dermot Gallagher (angol) |

| 2000. augusztus 9. 18:00 |

| Sahtar Doneck | 0–1               | Slavia Praha |
| ------------- | ----------------- | ------------ |
|               | (0–0) Jegyzőkönyv | Ulich 89'    |

| Shakhtar Stadium, Donetsk Nézőszám: 31 547 Játékvezető: Pascal Garibian (francia) |

| 2000. augusztus 9. 20:00 |

| Anderlecht | 1–0               | FC Porto |
| ---------- | ----------------- | -------- |
| Koller 38' | (1–0) Jegyzőkönyv |          |

| Constant Vanden Stock Stadium, Brüsszel Nézőszám: 14 263 Játékvezető: Tom Henning Øvrebø (norvég) |

| 2000. augusztus 9. 20:00 |

| Polonia Warszawa            | 2–2               | Panathinaikósz          |
| --------------------------- | ----------------- | ----------------------- |
| Kiełbowicz 45' Kaliszan 68' | (1–2) Jegyzőkönyv | Warzycha 11' Fyssas 37' |

| Kazimierz Górski Stadium, Plock Nézőszám: 7700 Játékvezető: Paulo Paraty (portugál) |

| 2000. augusztus 9. 20:05 |

| Herfølge | 0–3               | Rangers                             |
| -------- | ----------------- | ----------------------------------- |
|          | (0–2) Jegyzőkönyv | Albertz 27' Wallace 31' Amoruso 60' |

| Herfølge Stadion, Herfølge Nézőszám: 3523 Játékvezető: Lubomír Puček (cseh) |

| 2000. augusztus 9. 20:15 |

| FC St. Gallen | 1–2               | Galatasaray SK |
| ------------- | ----------------- | -------------- |
| Amoah 14'     | (1–1) Jegyzőkönyv | Jardel 39' 78' |

| Hardturm, Zürich Nézőszám: 16 066 Játékvezető: Manuel Mejuto González (spanyol) |

| 2000. augusztus 9. 20:30 |

| Tirol Innsbruck | 0–0         | Valencia CF |
| --------------- | ----------- | ----------- |
|                 | Jegyzőkönyv |             |

| Tivoli Neu, Innsbruck Nézőszám: 6615 Játékvezető: Mike Riley (angol) |

| 2000. augusztus 9. 20:45 |

| Leeds United        | 2–1               | 1860 München |
| ------------------- | ----------------- | ------------ |
| Smith 39' Harte 71' | (1–0) Jegyzőkönyv | Agostino 90' |

| Elland Road, Leeds Nézőszám: 33 769 Játékvezető: Costas Kapitanis (ciprusi) |

| 2000. augusztus 9. 20:45 |

| AC Milan                         | 3–1               | Dinamo Zagreb |
| -------------------------------- | ----------------- | ------------- |
| Shevchenko 21' 59' Comandini 90' | (1–1) Jegyzőkönyv | Pilipovic 19' |

| San Siro, Milánó Nézőszám: 37 323 Játékvezető: Alain Hamer (luxemburgi) |

| 2000. augusztus 9. 20:45 |

| Helsingborgs IF | 1–0               | Internazionale |
| --------------- | ----------------- | -------------- |
| Hansson 81'     | (0–0) Jegyzőkönyv |                |

| Olympia, Helsingborg Nézőszám: 12 000 Játékvezető: Zoran Arsić |

| 2000. augusztus 9. 20:45 |

| Dunaferr               | 2–2               | Rosenborg              |
| ---------------------- | ----------------- | ---------------------- |
| Lengyel 80' Tököli 87' | (0–0) Jegyzőkönyv | Strand 51' Knutsen 86' |

| ETO Stadion, Győr Nézőszám: 14 000 Játékvezető: Atanas Uzunov (bolgár) |

### 2. mérkőzések
| 2000. augusztus 22. 18:00 |

| Slavia Praha | 0–2 (h. u.)                 | Sahtar Doneck           |
| ------------ | --------------------------- | ----------------------- |
|              | (0–0, 0–1, 0–2) Jegyzőkönyv | Vorobey 90' Atelkin 97' |

| Stadion Evžena Rošického, Prága Nézőszám: 8578 Játékvezető: Leslie Irvine (északír) |

| 2000. augusztus 22. 20:00 |

| Olympique Lyonnais        | 2–1               | Inter Bratislava |
| ------------------------- | ----------------- | ---------------- |
| Marlet 55' Malbranque 89' | (0–1) Jegyzőkönyv | Pinte 36'        |

| Stade de Gerland, Lyon Nézőszám: 20 318 Játékvezető: Roelof Luinge (holland) |

| 2000. augusztus 22. 20:30 |

| Dinamo Zagreb | 0–3               | AC Milan                         |
| ------------- | ----------------- | -------------------------------- |
|               | (0–2) Jegyzőkönyv | Shevchenko 23' 42' José Mari 55' |

| Maksimir Stadion, Zágráb Nézőszám: 26 500 Játékvezető: Juan Ansuategui Roca (spanyol) |

| 2000. augusztus 22. 20:30 |

| Hamburger SV | 0–0         | Brøndby IF |
| ------------ | ----------- | ---------- |
|              | Jegyzőkönyv |            |

| Volksparkstadion, Hamburg Nézőszám: 44 351 Játékvezető: Željko Širić (horvát) |

| 2000. augusztus 22. 20:45 |

| Galatasaray SK                              | 2–2               | FC St. Gallen      |
| ------------------------------------------- | ----------------- | ------------------ |
| Zellweger 22' (öngól) Jardel 28' (11-esből) | (2–1) Jegyzőkönyv | Gane 30' Amoah 85' |

| Ali Sami Yen Stadium, Isztambul Nézőszám: 16 337 Játékvezető: Knud Erik Fisker (dán) |

| 2000. augusztus 23. 18:00 |

| Sparta Praha | 1–0               | Zimbru Chișinău |
| ------------ | ----------------- | --------------- |
| Obajdin 57'  | (0–0) Jegyzőkönyv |                 |

| Stadion Letná, Prága Nézőszám: 8588 Játékvezető: Vasyl Melnychuk (ukrán) |

| 2000. augusztus 23. 18:00 |

| Lokomotyiv Moszkva | 1–3               | Beşiktaş JK                            |
| ------------------ | ----------------- | -------------------------------------- |
| Cherevchenko 50'   | (0–1) Jegyzőkönyv | Nouma 28' Nihat Kahveci 73' Tayfur 87' |

| Luzsnyiki Stadion, Moszkva Nézőszám: 10 200 Játékvezető: Lutz-Michael Fröhlich (német) |

| 2000. augusztus 23. 20:00 |

| Panathinaikósz                          | 2–1               | Polonia Warszawa |
| --------------------------------------- | ----------------- | ---------------- |
| Liberopoulos 30' Pfipsen 61' (11-esből) | (1–0) Jegyzőkönyv | Bąk 86'          |

| Olimpiai Stadion, Athén Nézőszám: 41 156 Játékvezető: Edgar Steinborn (német) |

| 2000. augusztus 23. 20:00 |

| Feyenoord     | 1–1               | Sturm Graz   |
| ------------- | ----------------- | ------------ |
| Jochemsen 87' | (0–0) Jegyzőkönyv | Reinmayr 54' |

| De Kuip, Rotterdam Nézőszám: 34 000 Játékvezető: Victor Esquinas Torres (spanyol) |

| 2000. augusztus 23. 20:15 |

| Crvena zvezda | 1–1               | Dinamo Kijiv   |
| ------------- | ----------------- | -------------- |
| Bošković 22'  | (1–1) Jegyzőkönyv | Byalkevich 33' |

| Red Star Stadium, Belgrád Nézőszám: 52 000 Játékvezető: Kyros Vassaras (görög) |

| 2000. augusztus 23. 20:30 |

| 1860 München | 0–1               | Leeds United |
| ------------ | ----------------- | ------------ |
|              | (0–0) Jegyzőkönyv | Smith 46'    |

| Olimpiai Stadion, München Nézőszám: 56 000 Játékvezető: Claus Bo Larsen (dán) |

| 2000. augusztus 23. 20:45 |

| Rangers                                  | 3–0               | Herfølge |
| ---------------------------------------- | ----------------- | -------- |
| Wallace 47' Johnston 74' Kanchelskis 90' | (0–0) Jegyzőkönyv |          |

| Ibrox Stadium, Glasgow Nézőszám: 36 000 Játékvezető: Dani Koren (izraeli) |

| 2000. augusztus 23. 20:45 |

| Rosenborg           | 2–1               | Dunaferr   |
| ------------------- | ----------------- | ---------- |
| Berg 4' Belsvik 48' | (1–1) Jegyzőkönyv | Tököli 17' |

| Lerkendal Stadion, Trondheim Nézőszám: 9424 Játékvezető: Miroslav Liba (cseh) |

| 2000. augusztus 23. 21:00 |

| Internazionale | 0–0         | Helsingborgs IF |
| -------------- | ----------- | --------------- |
|                | Jegyzőkönyv |                 |

| San Siro, Milánó Nézőszám: 49 949 Játékvezető: Vladimír Hriňák (szlovák) |

| 2000. augusztus 23. 22:00 |

| Valencia CF                                      | 4–1               | Tirol Innsbruck |
| ------------------------------------------------ | ----------------- | --------------- |
| Mendieta 23' (11-esből) 52' Diego Alonso 44' 62' | (2–0) Jegyzőkönyv | Gilewicz 66'    |

| Mestalla Stadium, Valencia Nézőszám: 43 700 Játékvezető: Domenico Messina (olasz) |

| 2000. augusztus 23. 22:00 |

| FC Porto | 0–0         | Anderlecht |
| -------- | ----------- | ---------- |
|          | Jegyzőkönyv |            |

| Estádio das Antas, Porto Nézőszám: 24 087 Játékvezető: Cosimo Bolognino (olasz) |